# Főnix (tyúk)

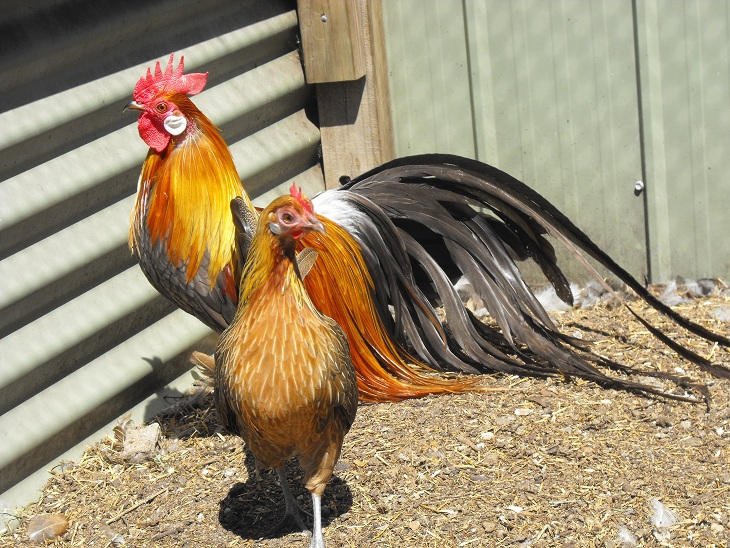
Főnix pár

A főnix egy japán eredetű dísztyúk.

## Fajtatörténet
Japánban tenyésztették ki onagadorik bekeresztezésével. Az 1800-as években került Európába. Kistestű változatát, a Törpe főnixet Németországban tenyésztették ki.

## Fajtabélyegek, színváltozatok
Slank, hátrafelé csökkenő testállású dísztyúk. Háta hosszú, erős. Farktolla lapos, „lejtős”, többnyire csak a 3. évben éri el a teljes méretét; ennek ellenére már az első évben el kell, hogy érje a 90 cm hosszúságot. Melltájéka „kihúzott”. Szárnyait felhúzva és testhez simulva tartja. Feje kicsi és keskeny. Arca piros, szemei vörösek. Csőre szarvszínű, szürkéskék. Taraj egyszerű, nem túl magas. Füllebenyek fehérek. Nyaka közepes hosszúságú, hosszú és finom tollazattal, mely hosszan ráfut a hátra. Csüd finom csontozatú, szürkéskék vagy olívzöld.   
Színváltozatok: „vadas”, arany, narancs, ezüst, fehér. 

## Tulajdonságok
Kifejezetten dísz „rendeltetésű”, gyönyörű, kecses, hosszú farktollával díszítő tyúkfajta. Ügyelni kell a tyúkól és a kifutó tisztaságára, hogy értékes tollai ne sérüljenek, piszkolódjanak. Szép kertekből, udvarokból szépségével és díszítő értékével egyértelműen kiválthatja a pávát is. Csibéi izgágák, kíváncsiak, érdeklődőek, takarmánykeresőek.  
| Általános tulajdonságok: | Általános tulajdonságok:  |
| ------------------------ | ------------------------- |
| Súlya                    | kakas 2,5 kg, tojó 1,5 kg |
| Gyűrűmérete              | kakas 18, tojó 16         |
| Tenyésztojás tömege      | 45 g                      |
| Tojáshéj színe           | sárgás                    |
| Éves tojáshozama         | 100 db                    |